# 木高
木高（1515年2月5日—1568年11月29日），字守贵，号端峯，别号九江，纳西族名阿公阿目（A-kung A-mu），丽江第十五代土司，官拜丽江知府。他也是一位儒学学者，被后世称为“木氏六公”之一。
木高是木公的长子。1548年，奉命征讨中甸。1554年，袭丽江土司之职，并于1556年正式接受册封，为丽江知府。
1559年，一个名叫孤蒲强盗率领土匪包围了中甸的高胜村，木高遣长子木东率兵解围，大破之。木高因此于1561年被授予正三品亚中大夫之职，并赐“乔木世家”四字牌坊。
1564年，遣木东救援胜保村，征服鼠罗的全加剌、秋光。1565年，征服你那的磋各、立压地两村。1568年，遣木东彻底平定了孤蒲的叛军。

## 家族
- 父：木公
- 母：阿室蒙（凤氏睦）

- 妻：淑人阿室毛（左氏淑，蒙化知府左氏之女）

- 子：
  - 木东（阿目阿都）
  - 木椿（阿目阿春）
- 女：
  - 木氏怒（嫁左所剌马氏阿从）
  - 木氏省（阿味，侧室生，嫁兰州知州羅傑）
  - 木氏先（侧室生，嫁左所剌马良）